# یانگو-آسکر
یانگو-آسکر (به لاتین: Yango-Asker) یک منطقهٔ مسکونی در روسیه است که در استان آستراخان واقع شده‌است.